# 동부대로 (전주시)
동부대로(Dongbu-daero)는 전북특별자치도 전주시 완산구 색장동 안적교 남단과 덕진구 용정동 전주 나들목을 잇는 전북특별자치도의 도로이다. 전주시 동부 지역을 지난다.

## 주요 경유지
전북특별자치도
- 전주시 완산구 색장동 - 덕진구 (우아동1가 · 우아동2가 · 산정동 · 우아동3가 · 호성동1가 · 호성동2가 · 송천동2가 · 팔복동4가 · 고랑동 · 여의동2가 · 고랑동 · 반월동 · 용정동)

## 노선
| 이름                           | 접속 노선                            | 소재지 | 소재지 | 비고                       |
| ------------------------------ | ------------------------------------ | ------ | ------ | -------------------------- |
| 안적교 남단                    | 국도 제17호선 국도 제21호선 (춘향로) | 전주시 | 완산구 | 국도 제17, 21호선 구간     |
| 안적교                         |                                      | 전주시 | 완산구 | 국도 제17, 21호선 구간     |
| 관암교                         |                                      | 전주시 | 덕진구 | 국도 제17, 21호선 구간     |
| 아중역광장 교차로              | 아중로 행치길                        | 전주시 | 덕진구 | 국도 제17, 21호선 구간     |
| (이름 없음)                    | 정언신로 행치길                      | 전주시 | 덕진구 | 국도 제17, 21호선 구간     |
| 산정동                         | 건산로                               | 전주시 | 덕진구 | 국도 제17, 21호선 구간     |
| 우아네거리 (안덕원지하차도)    | 국도 제26호선 (전진로) 안덕원로      | 전주시 | 덕진구 | 국도 제17, 21, 26호선 구간 |
| 역전광장 교차로 (전주역)       | 백제대로                             | 전주시 | 덕진구 | 국도 제17, 21, 26호선 구간 |
| 호성네거리                     | 견훤로 초포다리로                    | 전주시 | 덕진구 | 국도 제17, 21, 26호선 구간 |
| (일이삼한방병원)               | 소리로                               | 전주시 | 덕진구 | 국도 제17, 21, 26호선 구간 |
| 차량등록사업소앞 교차로        | 국도 제17호선 (완주로) 천마산로      | 전주시 | 덕진구 | 국도 제17, 21, 26호선 구간 |
| (분내)                         | 백석로                               | 전주시 | 덕진구 | 국도 제21, 26호선 구간     |
| (전주신동초등학교)             | 새병남로 솔내로                      | 전주시 | 덕진구 | 국도 제21, 26호선 구간     |
| 송천역네거리                   | 과학로 송천중앙로                    | 전주시 | 덕진구 | 국도 제21, 26호선 구간     |
| 전주시농수산물시장             |                                      | 전주시 | 덕진구 | 국도 제21, 26호선 구간     |
| 발단리네거리                   | 시천로 전미로                        | 전주시 | 덕진구 | 국도 제21, 26호선 구간     |
| 전미교                         |                                      | 전주시 | 덕진구 | 국도 제21, 26호선 구간     |
| 전주천교                       | 가리내로 고내천변로 추천로 한내로    | 전주시 | 덕진구 | 국도 제21, 26호선 구간     |
| 고랑교 고랑과선교              |                                      | 전주시 | 덕진구 | 국도 제21, 26호선 구간     |
| 동산역네거리                   | 편운로 신흥마을길                    | 전주시 | 덕진구 | 국도 제21, 26호선 구간     |
| 동산광장 교차로 (동산고가육교) | 반월로 삼례로 혁신로                 | 전주시 | 덕진구 | 국도 제21, 26호선 구간     |
| 반월 교차로                    | 국도 제21호선 국도 제26호선 (번영로) | 전주시 | 덕진구 | 국도 제21, 26호선 구간     |
| 전주 나들목                    | 25호선 호남고속도로                  | 전주시 | 덕진구 | 국도 제21, 26호선 구간     |

## 주요 건물 및 시설
- 아중역 (전북특별자치도 전주시 덕진구 동부대로 420)
- 호남문화재연구원 (전북특별자치도 전주시 덕진구 동부대로 547)
- 전주역 (전북특별자치도 전주시 덕진구 동부대로 680)
- 역전파출소 (전북특별자치도 전주시 덕진구 동부대로 688)
- 전주기린중학교 (전북특별자치도 전주시 덕진구 동부대로 739)
- 농림축산검역본부 호남지역본부 전주사무소 (전북특별자치도 전주시 덕진구 동부대로 740)
- 전주김제완주축협 (전북특별자치도 전주시 덕진구 동부대로 769)
- 일이삼한방병원 (전북특별자치도 전주시 덕진구 동부대로 803)
- 전주출입국외국인사무소 (전북특별자치도 전주시 덕진구 동부대로 857)
- 법무부 전주준법지원센터 (전북특별자치도 전주시 덕진구 동부대로 859)
- 호성동주민센터 (전북특별자치도 전주시 덕진구 동부대로 869)
- 호성파출소 (전북특별자치도 전주시 덕진구 동부대로 871)
- 호성전주병원 (전북특별자치도 전주시 덕진구 동부대로 895)
- 현대직업전문학교 (전북특별자치도 전주시 덕진구 동부대로 930)
- 삼성장례문화원 (전북특별자치도 전주시 덕진구 동부대로 937)
- 솔내청소년수련관 (전북특별자치도 전주시 덕진구 동부대로 1079)
- 전주수산시장 (전북특별자치도 전주시 덕진구 동부대로 1177)
- 전주청과물채소경매장 (전북특별자치도 전주시 덕진구 동부대로 1179)
- 전주원예농산물공판장 (전북특별자치도 전주시 덕진구 동부대로 1181)
- 전주청과물시장 (전북특별자치도 전주시 덕진구 동부대로 1187)
- 메가월드아울렛 (전북특별자치도 전주시 덕진구 동부대로 1215)
- 메가월드 (전북특별자치도 전주시 덕진구 동부대로 1229)
- 한국도로공사 전주영업소 (전북특별자치도 전주시 덕진구 동부대로 1723)